# 庫利加
49°20′2″N 27°59′58″E / 49.33389°N 27.99944°E
庫利加（烏克蘭語：Кулига），是烏克蘭的村落，位於該國西南部文尼察州，由文尼察區負責管轄，始建於1720年，面積0.15平方公里，海拔高度296米，2001年人口417，人口密度每平方公里2,798.66人。